# Pakistan Muslim League (N)
Die Pakistan Muslim League (N), kurz PML-N, ist eine konservative Partei in Pakistan.

## Geschichte
Die All-India-Muslim League wurde nach der Unabhängigkeit Pakistans zur Muslimliga. Der erste Vorsitzende war der erste Premierminister Pakistans Liaquat Ali Khan. Es kam nach dem tödlichen Attentat auf Liaquat Ali Khan zu politischen Differenzen und es fiel der Muslimliga somit schwer, in der politischen Landschaft Fuß zu fassen. Dies führte zu Niederlagen bei Wahlen in Ostpakistan. Die Pakistan Muslim League konnte sich gegen die anderen Parteien nicht behaupten.
Die Gründung der PML-N hängt eng mit der 1962 gegründeten Pakistan Muslim League zusammen. Die Pakistan Muslim League war die Nachfolgepartei der Muslimliga und wurde von Fatima Jinnah geführt, die politisch aktiv war und gegen Ayub Khan bei den Präsidentschaftswahlen 1965 antrat. Die Partei wurde nach ihrem Tod von Nurul Amin geführt. Bei den Wahlen 1970 trat die PML-N gegen die Pakistan People’s Party und die Awami-Liga an, konnte sich aber nur 2 Sitze im Parlament Ostpakistans und 10 Sitze im nationalen Parlament sichern. Nurul Amin gewann die Wahl und wurde zum Präsidenten Pakistans
gewählt. Seine Regierung wurde aber nach dem Bangladesch-Krieg abgesetzt. Nawaz Sharif gründete die Pakistan Muslim League mit dem Zusatz (N), um deutlich zu machen, dass es sich um eine eigenständige neue Partei handelt. Die PML-N agiert politisch und programmbezogen unabhängig von der Muslimliga.

## Ideologie

### Wirtschaftspolitik
Die Pakistan Muslim League (N) vereint Konservatismus, Neokonservatismus, Umweltschutz und Nationalkonservatismus.
Die Partei ist der Ansicht, dass ein freier Markt, und individualer Erfolg die entscheidenden Faktoren für
Wachstum sind. Die Faktoren bilden eine starke Grundlage für Kapitalismus. Die PML-N setzte sich in der Vergangenheit gegen Gewerkschaften und Arbeitnehmervereinigungen ein. Weiterhin ist die Partei davon  überzeugt, dass eine wachsende Landwirtschaft das Rückgrat von Wachstum und Veränderung ist. Die PML-N trieb die Privatisierung von großen Unternehmen voran.

### Umweltpolitik
Die Umweltbehörde wurde in der Regierungszeit 1997 von der PML-N gegründet. Das Umweltministerium war das angesehenste Ministerium, da es den Schutz der Umwelt und der Wälder in Pakistan verantwortete. Eine weitere Maßnahme war die Sensibilisierung der Bevölkerung für das Thema Umweltschutz. Der Fokus auf die Umweltpolitik wurde aber durch Medien scharf kritisiert, da deren Ausbau zu Lasten der Gesundheitspolitik ging. Es gelang der PML-N geführten Regierung im Punjab  nicht, den Ausbruch von Denguefieber 2011 einzudämmen. Das Ansehen der PML-N ging auch deswegen zurück, da es dem Umwelt- und Gesundheitsministerium nicht gelang, eine anständige Versorgung mit Medikamenten zu gewährleisten.

### Wissenschaft
Die Pakistan Muslim League Nawaz führte die ersten Kernwaffentests in Pakistan durch und entwickelte das Pakistan Antarctic Programm.
Die PML-N hat gemeinsam mit der PPP das Kernkraftwerk Chashma bauen lassen und das Atomprogramm in Pakistan weiter ausgebaut.